# Aristida amazonensis
Aristida amazonensis är en gräsart som beskrevs av Longhi-wagner. Aristida amazonensis ingår i släktet Aristida och familjen gräs. Inga underarter finns listade i Catalogue of Life.